# Fouad Idabdelhay
Fouad Idabdelhay (* 2. Mai 1988 in Bergen op Zoom) ist ein niederländischer Fußballspieler, der auch die marokkanische Staatsbürgerschaft besitzt.

## Karriere
In seiner Jugend spielte Idabdelhay in lokalen Vereinen in der Nähe seines Geburtsortes, ehe er in die Jugendakademie von NAC Breda wechselte. Am 29. September 2007 gab er sein Debüt in der Eredivisie am sechsten Spieltag gegen PSV Eindhoven, als er in der 90. Spielminute eingewechselt wurde. Am 16. Spieltag, bei seinem zweiten Pflichtspiel, wurde der junge Mittelstürmer in der 46. Minute gegen Sparta Rotterdam eingewechselt und erzielte in der 62. Minute den Siegtreffer zum 1:0 und gleichzeitig sein erstes Ligator. Bis zum Ende der Saison schoss Idabdelhay insgesamt sechs Tore in 18 Ligaspielen.
In der Saison 2008/09 stagnierten die Leistungen mit nur drei in 19 Spielen für Breda. Gegen Rosenborg Trondheim gab Idabdelhay sein Europapokaldebüt im UI-Cup. Zur Saison 2009/10 wurde er an RKC Waalwijk ausgeliehen, am sechsten Spieltag gab er sein Debüt für seinen neuen Club gegen Sparta Rotterdam. Insgesamt schoss er in dieser Spielzeit drei Tore bei 29 Einsätzen und kehrte nach Ablauf der Saison zu seinem Heimatverein zurück.
In der Saison 2010/11 spielte Idabdelhay 19-mal für Breda und erzielte dabei zwei Tore und gab eine Torvorlage. Sein Vertrag wurde zum Ende der Spielzeit nicht verlängert. Daraufhin unterschrieb er einen Zweijahresvertrag beim VfL Osnabrück, der bis zum 30. Juni 2013 für die Dritte und die Zweite Liga Gültigkeit besaß. Im Januar 2012 kündigte der Verein dem Spieler fristlos; als Grund wurde „eine Vielzahl von Vertragspflichtverletzungen“ angegeben. Er wechselte anschließend nach der Auflösung in Osnabrück, in das Land seiner Vorfahren nach Marokko. Idabdelhay spielte in Marokko für den OC Khouribga, bevor er im Februar 2013 in die Niederlande zum FC Dordrecht zurückkehrte. Er lief in der Rückrunde der Jupiler League in 10 Spielen auf und erzielte 3 Tore, bevor er am vorletzten Tag der Transferperiode 2013/2014 nach Zypern zu AEL Limassol ging.

### International
Idabdelhay lief zwischen 2007 und 2008, in 6 Länderspielen für die niederländische U-20 Fußballnationalmannschaft auf und erzielte dabei 1 Tor.